# Наварин (линеен крайцер, 1916)
Наварин (на руски: Наварин) е недостроен линеен крайцер на руския императорски флот от типа „Измаил“.

## История на кораба
Поръчан е според „Програмата за спешно усилване на Балтийския флот 1912 – 1916 г.“, утвърдена от ДД на 6 юни 1912 г. съвместно със „Законопроекта за военноморския флот“, предвиждащ да има към 1930 г. две действащи и една резервна ескадри в състава на БФ.
Заложен е на 6 декември 1912 г. в Адмиралтейския завод в Санкт Петербург. Старши строител на кораба е В. И. Невражин. Спуснат на вода на 9 ноември 1916 г. Поради неблагоприятната икономическа ситуация построяването на крайцера е затруднена, макар и да се смята за първостепенна задача за завода.
След Февруарската революция построяването на линейния крайцер се забавя на стадий готовност 52%, а след Октомврийската революция е напълно прекратен, като корпусът на кораба е даден за дълговременно съхранение в пристанището. След края на Гражданската война са разгледани няколко проекта за дострояване на съда, обаче поради липса на средства те не са реализирани. На 21 август 1923 г. „Наварин“ е продаден на немска кораборазкомплектоваща фирма и на 16 октомври е подготвен за буксировка за Хамбург, където скоро е разглобен за метал.